# Flachau
Flachau je općina u Austriji u saveznoj državi Salzburgu, i poznato skijaško odredište.

## Vanjske poveznice
- Službene stranice Flachaua